# Nyanaponika Thera
Nyanaponika Thera lub Nyaniponika Mahathera czyt. Nianaponika (ur. 21 lipca 1901 w Hanau, zm. 19 października 1994 w Kandy Cejlon) – Sri Lankijski therawadzki mnich pochodzenia niemieckiego, współzałożyciel Buddyjskiego Stowarzyszenia Publikacji (Buddhist Publication Society).